# Ullrich Dittler
Ullrich Dittler (* 1968) ist Professor für Interaktive Medien an der Fakultät Digitale Medien der Hochschule Furtwangen im Schwarzwald.

## Leben
Dittler studierte ab 1988 Pädagogik, Psychologie und Soziologie an der Johann Wolfgang Goethe-Universität Frankfurt und der Ludwig-Maximilians-Universität München, wo er 1995 bei Heinz Mandl promoviert wurde. Nach einer mehrjährigen Tätigkeit in verschiedenen Funktionen bei einem großen deutschen Finanzdienstleistungsunternehmen folgte er 2000 dem Ruf an die Hochschule Furtwangen (HFU). Er vertritt als Professor für Interaktive Medien die Arbeitsschwerpunkte Mediendidaktik, Medienpsychologie und E-Learning / Blended Learning.
Von 2006 bis 2021 war er Stellvertretender Leiter des Informations und Medienzentrums der Hochschule und in dieser Funktion verantwortlich für die Bibliotheken der HFU und die Abteilung Learning Service. Auch war er von 2009 bis 2018 Mitglied des Hochschulrates der HFU. Von 2006 bis 2018 war er Senatsbeauftrager für Hochschuldidaktik und wurde außerdem von 2008 bis 2020 vom Ministerium für Wissenschaft, Forschung und Kunst Baden-Württemberg in den Lenkungsausschuss für Hochschuldidaktik des Landes Baden-Württemberg berufen. 2020 wurde Dittler Studiendekan für den Studiengang Medieninformatik (Bachelor) und Prodekan für Lehre der Fakultät Digitale Medien. In den Corona-Sommersemestern der Jahre 2020 und 2021 leitete er die Koordinierungsstelle für digitales Lehren und Lernen (KdLL) der HFU. Im Jahr 2022 wurde Dittler zudem Leiter des Zentrums für Lehren und Lernen (ZLL) der Hochschule Furtwangen.
Dittler veröffentlichte zu den Themenfeldern Medienpsychologie sowie E-Learning/Blended-Learning zahlreiche Publikationen und erhielt mehrere Preise und Anerkennungen für von ihm entwickelte Lernanwendungen.

## Mitgliedschaften und weitere Tätigkeiten
Dittler war von 2004 bis 2006 Vorsitzender der Gesellschaft für Medien in der Wissenschaft (GMW) und war von 2003 bis 2011 Mitglied im Editorial-Board der Schriftenreihe der GWM, das er von 2005 bis 2011 leitete. Zudem war er Wissenschaftlicher Leiter des von 2006 bis 2014 stattfindenden medienpädagogisch und medienpsychologisch ausgerichteten Medienkongresses in Villingen-Schwenningen.
Gemeinsam mit seiner Frau betreibt Dittler eine Privat-Sternwarte im Schwarzwald und publiziert zu astronomischen und astrofotografischen Themen.

## Veröffentlichungen (Auswahl)

### Als Autor
- mit Axel Martin, Bernd Koch: Handbuch Astrofotografie. Grundlagen und Praxis für Hobby-Astronomen. Oculum Verlag, Erlangen 2016, ISBN 978-3-938469-78-1
- Computerspiele und Jugendschutz. Neue Anforderungen durch Computerspiele und Internet. Nomos Verlag, Baden-Baden, 1997, ISBN 978-3-7890-4778-7
- Von Computerspielen zu Lernprogrammen. Empirische Befunde und Folgerungen für die Förderung computergestützten Lernens. Peter Lang Verlag. Frankfurt am Main 1996, ISBN 978-3-631-49418-9
- Software statt Teddybär. Computerspiele und die pädagogische Auseinandersetzung. Ernst Reinhardt Verlag, München 1993, ISBN 978-3-497-01287-9

### Als Herausgeber
- mit Christian Kreidl: Wie Corona die Hochschullehre verändert. Erfahrungen und Gedanken aus der Krise zum zukünftigen Einsatz von eLearning. (2. aktualisierte und überarbeitete Auflage). Springer VS, Wiesbaden 2023, ISBN 978-3-658-40162-7
- E-Learning. Digitale Lehr- und Lernangebote in Zeiten von Smart Devices und Online-Lehre. (5. aktualisierte Auflage), De Gruyter Oldenbourg Verlag, München 2022, ISBN 978-3-11-075465-0
- mit Christian Kreidl: Wie Corona die Hochschullehre verändert. Erfahrungen und Gedanken aus der Krise zum zukünftigen Einsatz von eLearning. Springer VS, Wiesbaden 2021, ISBN 978-3-658-32608-1
- mit Christian Kreidl: Hochschule der Zukunft. Beiträge zur zukunftsorientierten Gestaltung von Hochschulen. Springer VS, Wiesbaden 2018, ISBN 978-3-658-20403-7
- E-Learning 4.0. Mobile Learning, Lernen mit Smart Devices und Lernen in sozialen Netzwerken. De Gruyter Oldenbourg Verlag, München 2017, ISBN 978-3-11-046756-7
- mit Michael Hoyer: Social Network – Die Revolution der Kommunikation. Kundenkommunikation, Facebook-Biographien, digitale Meinungsbildung und virtuelle Gerüchte in Zeiten von Social Media. KoPaed Verlag, München 2014, ISBN 978-3-86736-194-1
- mit  Michael Hoyer: Aufwachsen in sozialen Netzwerken. Chancen und Gefahren von Netzgemeinschaften aus medienpsychologischer und medienpädagogischer Perspektive.  KoPaed Verlag, München 2012, ISBN 978-3-86736-273-3
- E-Learning. Einsatzkonzepte und Erfolgsfaktoren des Lernens mit interaktiven Medien. (3. überarbeitete und erweiterte Auflage), Oldenbourg Verlag, München 2011, ISBN 978-3-486-70587-4
- mit Stefan Selke: Postmediale Wirklichkeiten aus interdisziplinärer Perspektive. Wie Zukunftsmedien die Gesellschaft verändern. Heise Verlag, Hannover 2011, ISBN 978-3-936931-68-6
- mit Stefan Selke: Postmediale Wirklichkeiten. Wie Zukunftsmedien die Gesellschaft verändern. Heise Verlag; Hannover 2009, ISBN 978-3-936931-63-1
- mit Michael Hoyer: Aufwachsen in virtuellen Medienwelten. Chancen und Gefahren digitaler Medien aus medienpsychologischer und medienpädagogischer Perspektive. KoPaed Verlag, München 2008, ISBN 978-3-86736-045-6
- mit Michael Kindt, Christine Schwarz: Online-Communities als soziale Systeme. Wikis, Weblogs und Social Software im E-Learning. Waxmann Verlag, Münster 2007, ISBN 978-3-8309-1775-5
- mit Michael Hoyer: Machen Computer Kinder dumm? Wirkung interaktiver, digitaler Medien auf Kinder und Jugendliche aus medienpsychologischer und medienpädagogischer Sicht. KoPaed Verlag, München 2006, ISBN 978-3-938028-60-5
- E-Learning. Erfolgsfaktoren und Einsatzkonzepte des Lernens mit interaktiven Medien. (2. überarbeitete Auflage) Oldenbourg Verlag, München 2003, ISBN 978-3-486-27398-4